# Dia Mundial do Atum
O Dia Mundial do Atum, é celebrado anualmente no dia 2 de maio e implementado pela Assembleia Geral das Nações Unidas em 2016. Pretende sensibilizar a comunidade internacional para a importância de conservar e proteger esta espécie, importante para várias economias nacionais e para a alimentação humana.              

## História
Celebrado anualmente no dia 2 de maio, foi implementado pela Assembleia Geral das Nações Unidas, no dia 7 de dezembro de 2016, com a assinatura da Resolução 71/124, pelos países que assinaram o Acordo de Nauru. Este acordo, foi assinado com a intenção de promover cooperação entre os Estados na gestão da pesca.

## Objectivos
O atum é um peixe importante para a alimentação humana, uma vez que é rico em ômega 3, proteínas, minerais e vitamina B12. Isto fez com que fosse vítima do seu sucesso nutricional, pois a procura levou a que fosse pescado acima da sustentabilidade da espécie, colocando-a em risco.
Assim, esta data pretende sensibilizar a comunidade internacional para a importância de conservar e proteger o atum, não só devido ao seu valor nutricional mas também porque vários países dependem economicamente dele.